# Tatort: Eine ehrliche Haut
Eine ehrliche Haut ist die 554. Episode der Krimireihe Tatort mit den Berliner Ermittlern Ritter und Stark, gespielt von Dominic Raacke und Boris Aljinovic. Der RBB-Fernsehfilm wurde am 4. Januar 2004 erstmals gesendet. In ihrem 16. gemeinsamen Fall geht es um einen toten Drogendealer und einen hochrangigen Politiker, der eigentlich eine ehrliche Haut ist, wie er in seinem Wahlkampf argumentiert.

## Handlung
Ein Drogendealer wird umgebracht, und in Verdacht gerät der hochrangige Politiker Manfred Körner. Er hatte den jungen Mann überfahren, jedoch war dieser schon vorher tot. Die Presse findet dennoch Wege, den Politiker in den Mordfall hineinzuziehen. Die Freunde des Toten möchten ihn ebenfalls am Pranger sehen. Als Körner abends vom Joggen nach Hause kommt, lauern ihm Jugendliche auf und zertrümmern sein Auto. Daraufhin lässt er sich von einem Taxi zum Club dieser Jungs bringen und stellt sie zur Rede. Ritter fährt Körner nach, um ihm im Notfall zu helfen. Dabei gerät er zwar auch in deren Hände, kann aber sich und auch Körner befreien.
Stark sucht inzwischen nach Conny, der Schwester des Toten. Sie ist emotional extrem angeschlagen und gerade dabei, sich von einem Hochhaus zu stürzen. Er redet mit ihr und kann sie davon abhalten herunterzuspringen. So gesteht sie ihm im Gespräch, dass sie wusste, dass ihr Bruder gedealt hat und wollte, dass er aufhöre, da schon ihr Zwillingsbruder mit 15 durch Drogen gestorben ist. Sie hat auf ihn eingeschlagen, dabei ist er in eine Baugrube gestürzt und war tot. Ihr Freund Nato hat ihn dann von dort weggebracht.
Ein Action-Highlight des Films: Auf einer Verfolgungsjagd reist Ritter fast nach amerikanischer Manier wie ein Großstadtcowboy auf einem PKW-Dach.

## Hintergrund
Eine ehrliche Haut wurde im Auftrag des Rundfunks Berlin-Brandenburg hergestellt und in Berlin gedreht.
In einer Talkshow zu Beginn der Episode sieht man Moderatorin Sabine Christiansen sowie die Politiker Rezzo Schlauch (Bündnis 90/Die Grünen) und Laurenz Meyer (CDU), die sich selbst darstellen.

## Rezeption

### Einschaltquoten
Die Erstausstrahlung von Eine ehrliche Haut am 4. Januar 2004 wurde in Deutschland von 7,27 Millionen Zuschauern gesehen und erreichte einen Marktanteil von 19,90 % für Das Erste.

### Kritik
Die TV Spielfilm loben, Eine ehrliche Haut sei ein „clever konstruierter und erfrischend gespielter Fall“, der „hübsche Wendungen“ und „starke Emotionen“ zu bieten habe.